# DDR-Meisterschaften im Fechten 1984
Die DDR-Meisterschaften im Fechten wurden 1984 zum 33. Mal ausgetragen. Der Titelkampf mit dem Säbel der Männer fand am 29. Januar in der Potsdamer Sporthalle an der Heinrich-Mann-Allee und die restlichen Wettbewerbe fanden vom 4. bis 5. Februar in der Berliner Anton-Saefkow-Sporthalle statt. Bei den Meisterschaften gab es durchweg neue Titelträger.

## Medaillengewinner

### Einzelmeisterschaften
Teilnehmer: 44 Aktive in Potsdam und 150 Aktive in Berlin
| Disziplin | Gold                              | Silber                                   | Bronze                                 |
| Männer    | Männer                            | Männer                                   | Männer                                 |
| --------- | --------------------------------- | ---------------------------------------- | -------------------------------------- |
| Florett   | Adrian Germanus (SC Motor Jena)   | Klaus Kotzmann (ASK Vorwärts Potsdam)    | Jens Howe (ASK Vorwärts Potsdam)       |
| Degen     | Ulf Bresse (ASK Vorwärts Potsdam) | Torsten Kühnemund (ASK Vorwärts Potsdam) | Andre Kühnemund (ASK Vorwärts Potsdam) |
| Säbel     | Peter Ulbrich (SC Dynamo Berlin)  | Rüdiger Müller (ASK Vorwärts Potsdam)    | Thomas Meyer (SC Dynamo Berlin)        |
| Frauen    |                                   |                                          |                                        |
| Florett   | Simone Rieper (SC Dynamo Berlin)  | Mandy Niklaus (SC Dynamo Berlin)         | Beate Goetze (SC Leipzig)              |

## Medaillenspiegel
| Platz | Verein                        | Verein               | Gold | Silber | Bronze | Total |
| ----- | ----------------------------- | -------------------- | ---- | ------ | ------ | ----- |
| 1     | Logo vom SC Dynamo Berlin     | SC Dynamo Berlin     | 2    | 1      | 1      | 4     |
| 2     | Logo vom ASK Vorwärts Potsdam | ASK Vorwärts Potsdam | 1    | 3      | 2      | 6     |
| 3     | Logo vom SC Motor Jena        | SC Motor Jena        | 1    | –      | –      | 1     |
| 4     | Logo vom SC Leipzig           | SC Leipzig           | –    | –      | 1      | 1     |
|       | Total                         | Total                | 4    | 4      | 4      | 12    |